# Darja Kurilczuk
Darja Wiktorowna Kurilczuk (ros. Дарья Викторовна Курильчук; ur. 14 lutego 1998 w Samarze) – rosyjska koszykarka, występująca na pozycjach rzucającej lub niskiej skrzydłowej, od 2021 zawodniczka Politechniki Samara.

## Osiągnięcia
Stan na 19 maja 2024, na podstawie, o ile nie zaznaczono inaczej.

### Drużynowe
- Uczestnik rozgrywek Eurocup (2016–2020)

### Indywidualne
(* – nagrody przyznane przez portal eurobasket.com)
- MVP kolejki rosyjskiej ligi PBL (8 – 2020/2021, 9 – 2022/2023)*

### Reprezentacja
Seniorska
- Uczestniczka:
  - mistrzostw Europy (2021 – 6. miejsce)[4]
  - kwalifikacji do Eurobasketu (2021)

Młodzieżowe
- Mistrzyni:
  - świata U–19 (2017)
  - Europy U–16 (2014)[5]
- Brązowa medalistka mistrzostw Europy U–18 (2016)[6]
- Uczestniczka mistrzostw Europy U–16 (2013 – 6. miejsce, 2014)